# فريدريك هيشت
فريدريك هيشت (بالألمانية: Friedrich Hecht)‏ هو كيميائي وكاتب نمساوي، ولد في 3 أغسطس 1903 في فيينا في النمسا، وتوفي بنفس المكان في 8 مارس 1980.